# Eccellenza Sicilia 2021-2022
Il campionato italiano di calcio di Eccellenza regionale 2021-2022 è il trentunesimo organizzato in Italia. Rappresenta il quinto livello del calcio italiano.
 Questi sono i gironi organizzati dal Comitato Regionale della Sicilia.

## Stagione

### Novità
Dalla Serie D 2020-2021 è retrocesso il Marina di Ragusa che ha ceduto il titolo al Città di Siracusa, mentre l'Asd Siracusa ha ceduto il titolo alla Leonzio. Mascalucia San Pio X e Marsala Calcio non hanno perfezionato l'iscrizione al campionato. L'Acquedolci si è fuso con la società Due Torri, dando vita alla Nebros, mentre la Dolce Onorio Folgore ha spostato il titolo a Marsala dando vita alla Dolce Onorio Marsala. Dalla Promozione non vi è stata nessuna promozione dato che il campionato è stato annullato a causa della pandemia di COVID-19. Sono state infine tre le Società ripescate a completamento organico: Città di Taormina, Città di Viagrande ed S.C. Mazarese.

### Formula
La squadra prima classificata di ogni girone viene promossa direttamente in Serie D. Le squadre classificate dal secondo al quinto posto disputano i play-off regionali per un posto nei play-off nazionali. Le squadre classificate dal dodicesimo al quindicesimo posto disputano i play-out. La squadra ultima classificata di ogni girone viene retrocessa direttamente in Promozione.

Play-off e play-out si disputano soltanto se fra le due squadre ipoteticamente coinvolte ci sono meno di 10 punti di distacco. Se la seconda classificata ha almeno dieci punti di vantaggio sulla terza accederà direttamente alla fase nazionale degli spareggi.

Le gare si disputano in orari differenti a seconda dei periodi dell'anno: alle 15:30 dalla prima alla quinta giornata, alle 14:30 dalla sesta alla diciottesima, alle 15:00 dalla diciannovesima alla ventisettesima, alle 16:00 dalla ventottesima alla ventinovesima e alle 16:30 la trentesima giornata e le gare di play-off e play-out.

### Avvenimenti
Il 3 gennaio 2022, in seguito al ripetersi di un aggravamento della situazione sanitaria determinata dalla pandemia di COVID-19, è stato rinviato l'inizio del girone di ritorno al 23 gennaio 2022.

## Girone A

### Squadre partecipanti
| Club                              | Città                                 | Stadio                           | Stagione precedente               |
| --------------------------------- | ------------------------------------- | -------------------------------- | --------------------------------- |
| S.S.D. Akragas 2018               | Agrigento                             | Stadio Esseneto                  | 2º in Eccellenza gir.A            |
| A.S.D. C.U.S. Palermo             | Palermo                               | CUS Imp. Sportivo Universitario  | 8º in Eccellenza gir.A            |
| A.S.D. Canicattì                  | Canicattì (AG)                        | Stadio Saraceno (Ravanusa)       | 6º in Eccellenza gir.A            |
| A.S.D. Castellammare Calcio 94    | Castellammare del Golfo (TP)          | Stadio Giorgio Matranga          | ha rinunciato in Eccellenza gir.A |
| A.S.D. Casteltermini              | Casteltermini (AG)                    | Stadio Ferdinando Lombardo       | ha rinunciato in Eccellenza gir.A |
| A.S.D. Dolce Onorio Marsala       | Marsala (TP)                          | Stadio Antonino Lombardo Angotta | 5º in Eccellenza gir.A            |
| A.C.D. Don Carlo Misilmeri        | Misilmeri (PA)                        | Stadio comunale                  | 7º in Eccellenza gir.A            |
| Enna Calcio S.C.S.D.              | Enna                                  | Stadio Generale Gaeta            | 6º in Eccellenza gir.B            |
| A.S.D. F.C. Mazara Calcio         | Mazara del Vallo (TP)                 | Stadio Nino Vaccara              | 3º in Eccellenza gir.A            |
| A.S.D. Monreale Calcio            | Monreale (PA)                         | Stadio Louis Ribolla (Palermo)   | ha rinunciato in Eccellenza gir.A |
| A.S.D. Nissa F.C.                 | Caltanissetta                         | Stadio Marco Tomaselli           | 4º in Eccellenza gir.A            |
| A.S.D. Oratorio S. Ciro e Giorgio | Marineo (PA)                          | Stadio comunale                  | 9º in Eccellenza gir.A            |
| A.S.D. Parmonval                  | Partanna-Mondello (quart. di Palermo) | Stadio Franco Lo Monaco          | ha rinunciato in Eccellenza gir.A |
| S.S.D. Pro Favara 1984            | Favara (AG)                           | Stadio Giovanni Bruccoleri       | ha rinunciato in Eccellenza gir.A |
| A.S.D. S.C. Mazarese .2           | Mazara del Vallo (TP)                 | Stadio Nino Vaccara              | Promozione gir.A, ripescata       |
| SCSD Unitas Sciacca Calcio        | Sciacca (AG)                          | Stadio Luigi Riccardo Gurrera    | ha rinunciato in Eccellenza gir.A |

### Classifica
|  | Pos. | Squadra                    | Pt | G  | V  | N  | P  | GF | GS | DR  |
|  | ---- | -------------------------- | -- | -- | -- | -- | -- | -- | -- | --- |
|  | 1.   | Canicattì                  | 71 | 30 | 22 | 5  | 3  | 71 | 21 | +50 |
|  | 2.   | Akragas (–1)               | 63 | 30 | 19 | 7  | 4  | 49 | 16 | +33 |
|  | 3.   | Misilmeri                  | 58 | 30 | 17 | 7  | 6  | 56 | 29 | +27 |
|  | 4.   | Pro Favara                 | 54 | 30 | 16 | 6  | 8  | 41 | 22 | +19 |
|  | 5.   | Mazarese                   | 53 | 30 | 15 | 8  | 7  | 39 | 25 | +14 |
|  | 6.   | Enna                       | 50 | 30 | 14 | 8  | 8  | 38 | 26 | +12 |
|  | 7.   | Oratorio S. Ciro e Giorgio | 47 | 30 | 13 | 8  | 9  | 50 | 34 | +16 |
|  | 8.   | Castellammare              | 46 | 30 | 14 | 4  | 12 | 42 | 35 | +7  |
|  | 9.   | Mazara                     | 44 | 30 | 13 | 5  | 12 | 32 | 30 | +2  |
|  | 10.  | Sciacca                    | 43 | 30 | 11 | 10 | 9  | 50 | 43 | +7  |
|  | 11.  | Nissa                      | 42 | 30 | 11 | 9  | 10 | 35 | 35 | 0   |
|  | 12.  | Parmonval                  | 36 | 30 | 9  | 9  | 12 | 46 | 48 | -2  |
|  | 13.  | Monreale                   | 21 | 30 | 5  | 6  | 19 | 21 | 60 | -39 |
|  | 14.  | Dolce Onorio Marsala       | 17 | 30 | 4  | 5  | 21 | 23 | 66 | -43 |
|  | 15.  | Casteltermini              | 12 | 30 | 3  | 3  | 24 | 15 | 66 | -51 |
|  | 16.  | CUS Palermo                | 9  | 30 | 1  | 6  | 23 | 16 | 68 | -52 |

Legenda:
      Promossa in Serie D 2022-2023
      Ammessa ai Play-off nazionali
 Ammessa Ai Play-off o ai Play-out.
      Retrocessa in Promozione 2022-2023
Note:
Tre punti a vittoria, uno a pareggio, zero a sconfitta.
L'Akragas ha scontato un punto di penalizzazione.

### Risultati

#### Tabellone
|                         | Akr  | CUS  | Can  | Csm  | Cst  | DOM  | Enn  | Maz  | Mzs  | Mis  | Mon  | Nis  | Ora  | Par  | PFa  | Sci  |
| ----------------------- | ---- | ---- | ---- | ---- | ---- | ---- | ---- | ---- | ---- | ---- | ---- | ---- | ---- | ---- | ---- | ---- |
| Akragas                 | –––– | 5-1  | 2-0  | 1-0  | 4-0  | 1-1  | 2-0  | 2-0  | 2-1  | 1-0  | 3-0  | 1-0  | 1-0  | 3-0  | 1-1  | 3-1  |
| CUS Palermo             | 0-3  | –––– | 0-2  | 0-0  | 2-0  | 1-2  | 0-3  | 1-2  | 0-3  | 0-4  | 1-1  | 0-2  | 0-5  | 3-3  | 0-3  | 0-3  |
| Canicattì               | 1-1  | 6-0  | –––– | 0-1  | 3-0  | 3-0  | 0-0  | 2-0  | 5-1  | 1-0  | 4-1  | 4-0  | 4-3  | 3-0  | 1-0  | 4-1  |
| Castellammare           | 3-2  | 2-0  | 0-2  | –––– | 3-0  | 4-3  | 1-0  | 1-0  | 0-3  | 0-2  | 6-2  | 4-0  | 0-2  | 1-2  | 0-0  | 1-2  |
| Casteltermini           | 0-3  | 1-1  | 0-3  | 0-3  | –––– | 3-0  | 0-3  | 1-3  | 0-1  | 0-1  | 2-1  | 0-4  | 1-4  | 2-2  | 1-4  | 1-2  |
| Dolce Onorio Marsala    | 0-0  | 1-0  | 1-5  | 0-1  | 1-0  | –––– | 2-2  | 1-3  | 0-2  | 0-1  | 1-1  | 2-4  | 0-3  | 0-1  | 0-5  | 0-0  |
| Enna                    | 1-0  | 1-0  | 2-1  | 1-0  | 1-0  | 1-0  | –––– | 2-0  | 1-1  | 1-2  | 1-0  | 2-3  | 1-1  | 3-1  | 1-0  | 0-0  |
| Mazara                  | 0-2  | 1-0  | 0-0  | 1-2  | 3-0  | 2-1  | 1-0  | –––– | 0-0  | 1-1  | 3-1  | 0-1  | 0-0  | 2-1  | 0-2  | 2-1  |
| Mazarese                | 0-1  | 2-0  | 0-1  | 2-2  | 0-1  | 2-4  | 1-0  | 1-0  | –––– | 3-0  | 1-0  | 1-0  | 0-0  | 4-2  | 0-0  | 1-1  |
| Misilmeri               | 1-1  | 3-1  | 0-4  | 2-1  | 4-0  | 8-0  | 2-2  | 0-2  | 1-1  | –––– | 2-0  | 2-1  | 3-1  | 2-0  | 1-1  | 4-3  |
| Monreale                | 0-2  | 2-1  | 2-3  | 0-0  | 1-0  | 2-1  | 2-3  | 0-1  | 0-1  | 0-2  | –––– | 2-1  | 1-0  | 0-7  | 0-1  | 0-0  |
| Nissa                   | 3-0  | 0-0  | 2-2  | 1-0  | 2-1  | 2-1  | 0-0  | 1-0  | 1-1  | 1-1  | 0-0  | –––– | 2-2  | 0-2  | 0-2  | 0-0  |
| Orat. S. Ciro e Giorgio | 1-1  | 2-1  | 1-2  | 3-1  | 2-1  | 4-1  | 0-2  | 1-0  | 0-1  | 1-1  | 3-1  | 2-1  | –––– | 1-1  | 3-1  | 1-3  |
| Parmonval               | 0-0  | 3-2  | 1-2  | 1-2  | 3-0  | 2-0  | 2-1  | 1-1  | 2-1  | 1-3  | 1-1  | 1-2  | 1-1  | –––– | 0-2  | 3-3  |
| Pro Favara              | 0-1  | 2-0  | 0-0  | 1-2  | 0-0  | 3-0  | 2-1  | 0-3  | 0-1  | 1-0  | 4-0  | 2-1  | 1-0  | 1-0  | –––– | 2-1  |
| Sciacca                 | 1-0  | 1-1  | 2-3  | 2-1  | 2-0  | 2-0  | 2-2  | 4-1  | 1-3  | 0-3  | 5-0  | 0-0  | 1-3  | 2-2  | 4-2  | –––– |

### Spareggi

#### Play-off

##### Semifinale
|           | Risultati |            | Luogo e data             |
| --------- | --------- | ---------- | ------------------------ |
| Misilmeri | 3-0       | Pro Favara | Misilmeri, 8 maggio 2022 |
|           |           |            |                          |

##### Finale
|         | Risultati |           | Luogo e data              |
| ------- | --------- | --------- | ------------------------- |
| Akragas | 1-0       | Misilmeri | Agrigento, 15 maggio 2022 |
|         |           |           |                           |

#### Play-out
|          | Risultati |                      | Luogo e data            |
| -------- | --------- | -------------------- | ----------------------- |
| Monreale | 3-0       | Dolce Onorio Marsala | Monreale, 8 maggio 2022 |
|          |           |                      |                         |

## Girone B

### Squadre partecipanti
| Club                              | Città                          | Stadio                           | Stagione precedente               |
| --------------------------------- | ------------------------------ | -------------------------------- | --------------------------------- |
| A.C.D. Acicatena Calcio 1973      | Aci Catena (CT)                | Stadio Polivalente               | 13º in Eccellenza gir.B           |
| U.S.D. Atletico Catania           | Catania                        | Campo Comunale Monte Po          | 8º in Eccellenza gir.B            |
| A.S.D. Carlentini Calcio          | Carlentini (SR)                | Stadio Sebastiano Romano         | 9º in Eccellenza gir.B            |
| A.S.D. Città di Siracusa          | Siracusa                       | Stadio Nicola De Simone          | 17º in Serie D gir I              |
| A.S.D. Città di Taormina          | Taormina (ME)                  | Stadio Bacigalupo                | Promozione gir.C, ripescata       |
| A.S.D. F.C. Aci S. Antonio Calcio | Aci Sant'Antonio (CT)          | Stadio comunale                  | 4º in Eccellenza gir.B            |
| A.S.D. F.C. Città di Viagrande    | Viagrande (CT)                 | Stadio Comunale Russo            | Promozione gir.C, ripescata       |
| A.S.D. FC Leonzio 1909            | Lentini (SR)                   | Stadio Angelino Nobile (Lentini) | 2º in Eccellenza gir.B            |
| A.S.D. Igea 1946                  | Barcellona Pozzo di Gotto (ME) | Stadio Carlo Stagno d'Alcontres  | 3º in Eccellenza gir.B            |
| A.S.D. Jonica F.C.                | Santa Teresa di Riva (ME)      | Stadio comunale                  | 7º in Eccellenza gir.B            |
| A.S.D. Nebros                     | Acquedolci (ME)                | Stadio comunale (Piraino)        | ha rinunciato in Eccellenza gir.B |
| A.S.D. Ragusa Calcio              | Ragusa                         | Stadio Aldo Campo                | 5º in Eccellenza gir.B            |
| A.S.D. Real Siracusa Belvedere    | Siracusa                       | Stadio Nicola De Simone          | ha rinunciato in Eccellenza gir.B |
| U.P.D. Santa Croce                | Santa Croce Camerina (RG)      | Stadio J. Kennedy                | ha rinunciato in Eccellenza gir.B |
| A.S.D. Sport Club Palazzolo       | Palazzolo Acreide (SR)         | Stadio Scrofani Sallustro        | 11º in Eccellenza gir.B           |
| A.S.D. Virtus Ispica 2020         | Ispica (RG)                    | Stadio comunale (Rosolini)       | 10º in Eccellenza gir.B           |

### Classifica
|  | Pos. | Squadra                 | Pt | G  | V  | N  | P  | GF | GS  | DR   |
|  | ---- | ----------------------- | -- | -- | -- | -- | -- | -- | --- | ---- |
|  | 1.   | Ragusa                  | 68 | 26 | 21 | 5  | 0  | 57 | 15  | +42  |
|  | 2.   | Jonica                  | 63 | 26 | 20 | 3  | 3  | 68 | 14  | +54  |
|  | 3.   | Igea 1946               | 58 | 26 | 18 | 4  | 4  | 63 | 14  | +49  |
|  | 4.   | Carlentini              | 46 | 26 | 13 | 7  | 6  | 55 | 25  | +30  |
|  | 5.   | Siracusa                | 45 | 26 | 12 | 9  | 5  | 50 | 24  | +26  |
|  | 6.   | Nebros                  | 44 | 26 | 13 | 5  | 8  | 53 | 29  | +24  |
|  | 7.   | Taormina                | 40 | 26 | 11 | 7  | 8  | 43 | 29  | +14  |
|  | 8.   | Palazzolo               | 28 | 26 | 7  | 7  | 12 | 33 | 45  | -12  |
|  | 9.   | Real Siracusa Belvedere | 28 | 26 | 6  | 10 | 10 | 40 | 42  | -2   |
|  | 10.  | Ispica (–1)             | 22 | 26 | 7  | 2  | 17 | 27 | 76  | -49  |
|  | 11.  | Viagrande               | 22 | 26 | 5  | 7  | 14 | 25 | 43  | -18  |
|  | 12.  | Santa Croce             | 21 | 26 | 4  | 9  | 13 | 35 | 40  | -5   |
|  | 13.  | Acicatena               | 20 | 26 | 5  | 5  | 16 | 26 | 41  | -15  |
|  | 14.  | Atletico Catania (–2)   | -2 | 26 | 0  | 0  | 26 | 5  | 143 | -138 |
|  | —    | Aci S. Antonio          | —  | —  | —  | —  | —  | —  | —   | —    |
|  | —    | Leonzio                 | —  | —  | —  | —  | —  | —  | —   | —    |

Legenda:
      Promossa in Serie D 2022-2023
      Ammessa ai Play-off nazionali
 Ammessa Ai Play-off o ai Play-out.
      Retrocessa in Promozione 2022-2023
      Esclusa dal campionato.
Note:
Tre punti a vittoria, uno a pareggio, zero a sconfitta.
L'Aci S. Antonio è stato escluso dal campionato dopo due rinunce.
L'Atletico Catania ha scontato due punti di penalizzazione.
La Virtus Ispica ha scontato un punto di penalizzazione.
La Leonzio è stata esclusa dal campionato dopo due rinunce.

### Risultati

#### Tabellone
|                    | Aci  | AtC  | Car  | CSi  | CTa  | CVi  | Ige  | Jon  | Neb  | Pal  | Rag  | RSr  | SCr  | VIs  |
| ------------------ | ---- | ---- | ---- | ---- | ---- | ---- | ---- | ---- | ---- | ---- | ---- | ---- | ---- | ---- |
| Acicatena          | –––– | 3-0  | 2-0  | 0-3  | 2-3  | 0-1  | 0-1  | 0-2  | 3-0  | 0-3  | 0-1  | 2-2  | 1-1  | 2-3  |
| Atletico Catania   | 0-6  | –––– | 0-4  | 0-5  | 0-5  | 0-2  | 0-6  | 0-5  | 0-8  | 0-5  | 2-6  | 0-3  | 0-3  | 0-1  |
| Carlentini         | 2-0  | 7-0  | –––– | 1-1  | 0-1  | 0-0  | 3-1  | 2-0  | 1-2  | 2-0  | 1-1  | 0-0  | 3-0  | 4-0  |
| Città di Siracusa  | 1-1  | 10-3 | 2-3  | –––– | 1-1  | 4-0  | 2-0  | 0-1  | 1-1  | 3-0  | 0-1  | 2-0  | 2-2  | 2-0  |
| Città di Taormina  | 2-1  | 8-0  | 1-1  | 1-0  | –––– | 0-1  | 0-1  | 0-3  | 3-1  | 2-1  | 1-2  | 0-0  | 1-1  | 2-1  |
| Città di Viagrande | 1-0  | 4-0  | 1-2  | 0-0  | 2-2  | –––– | 1-3  | 0-2  | 0-1  | 0-0  | 0-1  | 1-1  | 2-2  | 2-3  |
| Igea 1946          | 4-0  | 9-0  | 1-1  | 0-1  | 1-0  | 2-0  | –––– | 1-1  | 4-1  | 4-0  | 0-1  | 0-0  | 4-0  | 4-0  |
| Jonica             | 3-0  | 4-0  | 2-0  | 4-1  | 1-0  | 3-1  | 1-3  | –––– | 2-1  | 4-0  | 1-1  | 5-1  | 3-0  | 10-0 |
| Nebros             | 3-0  | 8-0  | 1-1  | 1-2  | 1-1  | 2-1  | 0-1  | 1-3  | –––– | 2-2  | 1-1  | 4-0  | 3-0  | 3-0  |
| Palazzolo          | 2-1  | 6-0  | 1-4  | 3-3  | 0-3  | 2-2  | 0-2  | 0-0  | 0-2  | –––– | 0-2  | 1-0  | 1-0  | 1-2  |
| Ragusa             | 2-0  | 4-0  | 1-0  | 1-1  | 3-0  | 4-1  | 2-2  | 1-0  | 2-1  | 4-1  | –––– | 4-2  | 2-0  | 2-0  |
| Real Siracusa      | 0-0  | 10-0 | 3-2  | 0-1  | 4-3  | 5-2  | 0-1  | 1-2  | 0-2  | 0-0  | 1-5  | –––– | 2-2  | 3-1  |
| Santa Croce        | 1-1  | 6-0  | 1-2  | 0-0  | 0-0  | 2-0  | 0-3  | 0-2  | 0-1  | 2-3  | 0-1  | 1-1  | –––– | 10-0 |
| Virtus Ispica      | 0-1  | 6-0  | 3-9  | 0-2  | 1-3  | 2-0  | 0-5  | 0-4  | 1-2  | 1-1  | 0-2  | 1-1  | 2-1  | –––– |

### Spareggi

#### Play-off

##### Finale
|        | Risultati |           | Luogo e data                        |
| ------ | --------- | --------- | ----------------------------------- |
| Jonica | 2-2       | Igea 1946 | Santa Teresa di Riva, 8 maggio 2022 |
|        |           |           |                                     |